# Synedoida brunneifasciata
Synedoida brunneifasciata är en fjärilsart som beskrevs av Barnes och Mcdunnough 1916. Synedoida brunneifasciata ingår i släktet Synedoida och familjen nattflyn. Inga underarter finns listade i Catalogue of Life.